# Margarethe hadművelet
Magyarország katonai megszállásának terve már 1940-ben felmerült a német hadvezetés részéről. Ennek elodázása részben a külpolitikai körülmények, részben a magyar kormányzat lavírozásának volt köszönhető.
A tényleges okkupációt a Margarethe hadművelet (németül Unternehmen Margarethe, ténylegesen Margarethe I) jelentette, amely a Magyar Királyság fontosabb területeinek német katonai megszállása volt a második világháború utolsó előtti évében, 1944. március 19-én, vasárnap. A megszállás tervét kezdetben két fázisra bontották, az első a Margarethe I, illetve a Románia megszállásáról szóló pedig a Margarethe II fedőnevet kapta, de mivel a román kormány augusztus 23-án átállt a szövetségesek oldalára, ez utóbbi tervet nem tudták megvalósítani. A magyar vezetés – noha a megszállást megbízható források előre jelezték – a szükséges óvintézkedéseket nem tette meg, a német hadmozdulatokra való reagálásra nem volt kidolgozott és elfogadott hadműveleti koncepciója. A német megszálló csapatokkal szemben – a nem egyértelmű magyar parancskiadások miatt – csak szórványos ellenállás volt.

## Előzmények

### Külpolitikai előzmények
A szovjet hadszíntér 1942-es, második éve több változást hozott az előzőhöz képest. A nyári német offenzíva már nem három (ahogy előző évben a Fall Blau), csak egy fronton valósult meg ténylegesen közép-délkeleti irányokban. A június 28-án megindított támadásban már a Magyar 2. hadsereg is szerepet vállalt Weichs hadseregcsoportjában. A német offenzíva némi elakadást követően délkelet felé bontakozott ki, fő műveleti célként Sztálingrád és a kaukázusi olajmezők lettek kijelölve, amit az ősz kezdetén már el is értek. Azonban a szovjet vezetés körültekintő csapat-összpontosításának eredményeként a német vezetésű offenzívák az ősz végére végül kifulladtak.
A déli, észak-afrikai hadszíntéren október 23-án kezdődő második el-alameini csata sem zárult tengely-sikerrel, majd a november 8-án induló Torch hadművelet végképp megpecsételte az Észak-Afrikában küzdő német–olasz csapatok sorsát, akik (a hátvéd) 1943. május 13-án kapituláltak, Tuniszban. A január 14–16-ai casablancai konferencián Roosevelt, Churchill és De Gaulle tábornok írásba foglalta, hogy a tengelyhatalmaktól csak a „feltétel nélküli kapitulációt” (unconditional surrender) hajlandóak elfogadni, amihez május 1-jén Sztálin is csatlakozott.

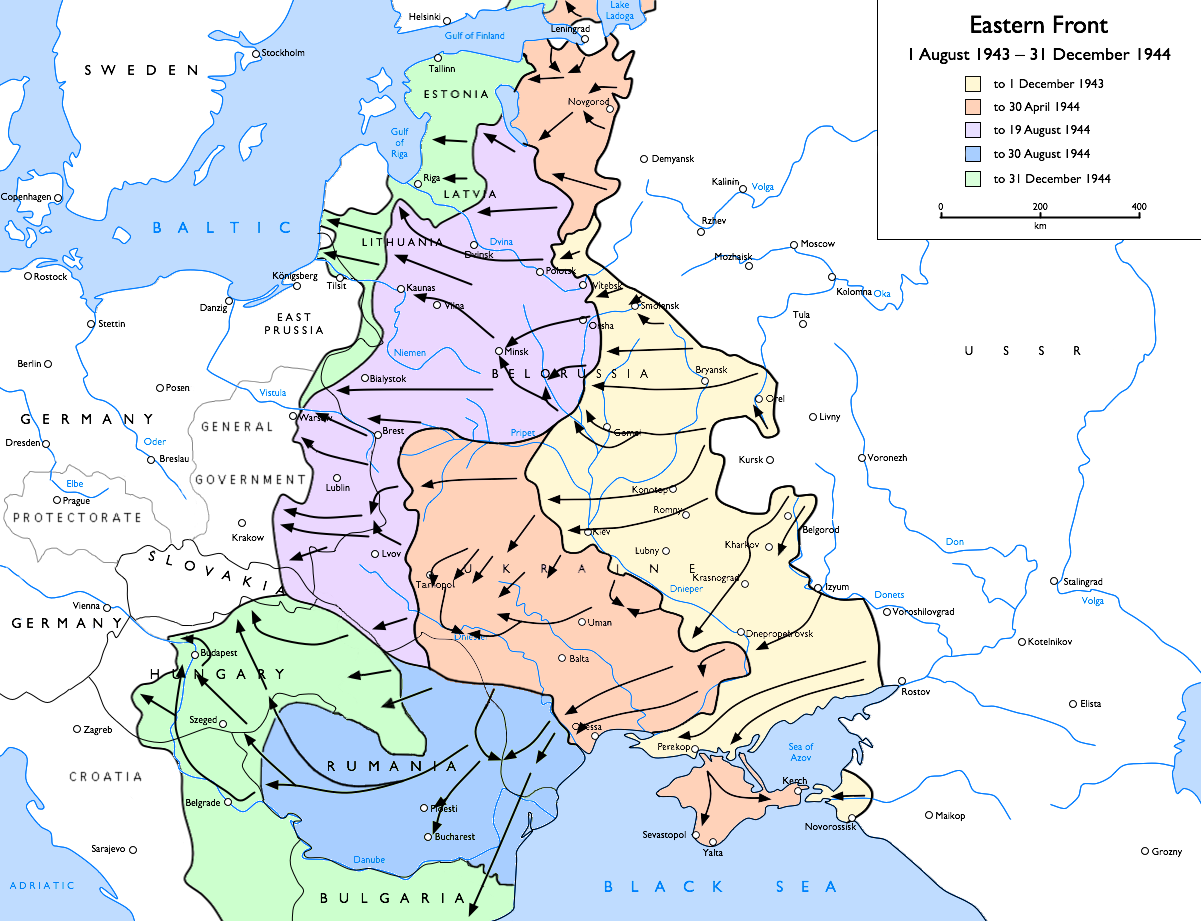
A keleti front 1943. augusztus 1. – 1944. december 31. közötti térképvázlata

1943 nyarára a hadi helyzet azonban alaposan megváltozott: az atlanti csatában fordulat következett be, amikor februárban a brit–amerikai hajóépítés üteme már felülmúlta az elszenvedett veszteségeket, májusra pedig, miután átlagosan minden 10 000 BRT elsüllyesztett hajóért a Kriegsmarine 1 tengeralattjáróval fizetett, rövid időre leállították a bevetéseiket. A február eleji sztálingrádi kapitulálás után a német Dél Hadseregcsoport (Heeresgruppe Süd) folyamatosan hátrált a Donyecig, majd a Dnyepropetrovszkig hátrált német erők ismételt ellentámadással visszavették Harkovot és Belgorodot. Tuniszban május 13-án kapitulált a Német Afrika-hadtest, a tavaszi olvadások végére pedig Kurszk térségében állapodott meg a keleti front. A július első felében sikeresen megvívott kurszki csatát követően Sztálin politikája is megváltozott: ettől kezdve már nem követelőzött elszántan a „második front” megnyitásáért, úgy vélte a Vörös Hadsereg vezetésével együtt, hogy akár egyedül is győzelmet vívhatnak ki Európában, július 25-én pedig az olasz király felmentette és őrizetbe vette a Ducét. A szintén sikeres, július 9. és augusztus 17. között lezajlott szicíliai invázió, majd az azt követő olaszországi hadjárat kezdete is táplálta a hitet a magyar vezetésben, hogy a balkáni frontot hamarosan megnyitják. Ezt egyre sürgősebbnek látták, ugyanis augusztus elején a Vörös Hadsereg offenzívába kezdett a közép és déli területeken. A Szuvorov hadművelet keretében felszabadították a szmolenszki térséget, majd a megalakított Ukrán Frontok (1–4.) december elejére elérték a Dnyepert és több helyen hídfőállást létesítettek, a Krím-félszigetet a 4. Ukrán Front teljesen elvágta a szárazföldtől, megközelítve a Déli-Bug torkolatát. Az észak-dél irányú Panther–Wotan védelmi vonalat (másik nevén a Keleti Falat) kevés kivételtől eltekintve mindenhol áttörték. A Szovjetunió irányában fennálló magyar bizonytalanságot a november 28. és december 1. közötti teheráni konferencia is növelte, ahol Sztálin egyértelműen elvetette a balkáni partraszállás lehetőségeit. Nehezményezte továbbá, hogy Magyarország nem aktívan harcoló, hanem főként megszálló erőkkel segíti a német koalíciót (az ún. Magyar Megszálló Erőkkel), amit a Vörös Hadsereg vezetése markánsan elutasított (súlyosabb bűnnek tartották, mint az aktív alakulatokat). A további együttműködést ellehetetlenítette a casablancai, majd a teheráni konferenciák „feltétel nélküli kapituláció”-álláspontjai. A magyar kormány azonban nem akart nyíltan konfrontálódni a németekkel.
Az 1944-es év első harmada sem bővelkedett sikerekben: Január 27-én a szovjetek északon felmentették Leningrádot, majd három hónap leforgása alatt a Közép Hadseregcsoportot kiűzték a Pripjatytól délre eső területekről, Tarnopoltól délre egy seregtestet bekerítettek. Február közepére az 1. és 2. Ukrán Front a Korszun–Cserkassz térségben „katlanharcok” során felszámolták a Manstein által vezetett Dél Hadseregcsoport több mint 2/3-át, csaknem teljes jármű- és nehézfegyverállományát elveszítve. Kleist A Hadseregcsoportja (Heeresgruppe A) is hasonlóképp járt, miközben Nikopol–Krivoj Rog térségét védelmezte a 3. és 4. Ukrán Fronttal szemben. Többek között öt szovjet harckocsihadsereget vetettek be a déli harcokban, február végére érkezett meg a hatodik erősítésként. Március elejére vészesen közeledtek a Kárpátok keleti határához és a benne kiépített Árpád-vonalhoz. Olaszországban a február közepi monte cassinoi csata és az azt követő nehézkes előrenyomulások, illetve Törökország mindkét irányú semlegessége szintén beárnyékolták a balkáni partraszállás lehetőségeit.

### Belpolitikai előzmények
Magyarország kormányzója, Horthy Miklós 1942. március 9-én a nyíltan angolbarát Kállay Miklóst nevezte ki miniszterelnökké, aki Bárdossy Lászlót követte a poszton. Az új kormányfőnek Bethlen István gróf javaslatára meghagyta, hogy a Német Birodalom felé ne vállaljon be újabb kötelezettségeket („a 2. hadsereg volt az utolsó”) és keresse a háborúból való fokozatos kiválás lehetőségeit. A magyar vezetés – a britekkel együtt – komolyan hitt abban 1942–43-ban, hogy a brit balkáni partraszállás sikert érhet el, és a kiugrási kísérlet a lehető legkedvezőbb politikai légkörben fog megtörténni a térség országai számára (megmarad a politikai berendezkedés és a bécsi döntésekkel visszacsatolt területek is).
Ettől függetlenül az első „tapogatózásokra”, az ellenséges erőkkel való kapcsolatfelvételre 1942 nyarán került sor (a 2. magyar hadsereg bevetéseinek idején). Közvetítő országoknak Svédországot (Stockholm), Svájcot (Bern) és Törökországot (Isztambul és Ankara) szemelték ki. Kapcsolatfelvételi célból akkreditálták Stockholmba Gellért Andort, aki Ullein-Reviczky Antal külügyminisztériumi sajtófőnökkel tartotta az összeköttetést, kétirányú kapcsolatot teremtve a londoni külügyminisztériummal. A stockholmi brit nagykövetség sajtófigyelő irodájának magyar referense az a Böhm Vilmos, aki a Magyarországi Tanácsköztársaság idején hadügyi népbiztos volt, 1 hónapig.
A berni vonal, noha sikerült megkörnyékezni a Népszövetség egykori magyar pénzügyi megbízottját, az amerikai Royall Tylert, mégis csak esetlegesen működött.
Isztambulban 1943 elején lényegében szintén sikertelenül kísérletezett Frey András, a Magyar Nemzet tudósítója, Vály Ferenc jogászprofesszor és Veress László külügyminisztériumi segédtitkár is. Sikertelenül, mert nem találkozhattak felelős brit, vagy amerikai követségi alkalmazottakkal. A brit külügyminisztérium 1942 őszén még mindhárom csatornának a casablancai hivatalos brit álláspontot közölte. Magyarország számára tehát nem maradt más választás, a háborúból való kilépési szándékát kellett valahogy kifejeznie úgy, hogy a nyugati szövetségesek felé nem vállal harcot, az országba érkező brit–amerikai csapatok előtt hajlandó letenni a fegyvert, de mindezt a németek tudtán kívül. A három török követ azonban találkozott Pálóczi Horváth Györggyel is, aki a német érdekeltségű területeken működő SOE-csapatok isztambuli magyar referense volt. A vele való titkolt kapcsolatfelvételre utazott ki február 7-én Szent-Györgyi Albert orvosprofesszor is. Noha nem volt a kiutazó delegátus tagja, mégis küldetéséről Kállay miniszterelnök és a polgári ellenzék is tudott (a szociáldememokrata párt is). Ekkorra változott meg a brit külpolitika is, immár nem zárkóztak el mereven a német érdekeltségű kisebb országok kapcsolatfelvételétől (a nyári eseményekről ld. lejjebb). Szent-Györgyi kapcsolatot tudott teremteni az isztambuli brit megbízottakkal és eljuttatott egy memorandumot is az ankarai amerikai követnek. Beszámolt az ország kül- és belpolitikai helyzetéről, a haderő állapotáról és a tisztikar németekhez való hozzáállásáról, illetve személycserék lehetőségét is szükségesnek látta, végül felajánlotta magát, mint lehetséges miniszterelnök-jelölt a kiugrást követő új kormányban. A kormányalakítást azonban a liberális demokrata ellenzék nevében ajánlotta fel, ami noha segítette is az enyhülést, de meg is zavarta a szövetségeseket: Bethlent és körét nem számították a liberális demokratákhoz.
1943. február 19-én Kállay a képviselőház külügyi bizottságának kifejti, hogy „[…] a keleten folyó háború súlypontja a Balkánra fog átterelődni, és a britamerikai csapatok partraszállása várható.” Március elején már maga Kállay küldte Stockholmba a külügyminisztérium politikai osztályának helyettes vezetőjét, Szegedy-Maszák Aladárt. A politikus a kormány nevében nyilatkozott, hogy angol–amerikai, vagy lengyel csapatok érkezése esetén Magyarország nem tanúsítana ellenállást, viszont „makacsul fog küzdeni szovjet, román vagy jugoszláv erők ellen”.
Kísérletek történtek a lisszaboni magyar nagyköveten, Wodianer Andoron keresztül is, aki jó lengyel kapcsolatokkal rendelkezett. 1943. április elején Genfbe érkezett a Bethlen-csoport képviselője Barcza György, volt londoni magyar nagykövet is, illetve Ankarába, később Isztambulba Schrecker Károly.
Az 1943 első negyedévi ismételt béketapogatózások felkeltették a brit kormánykörök érdeklődését. Robert Anthony Eden külügyminiszter március 10-én külön emlékiratban foglalta össze az addig történteket (memorandummal zárva azt) és ezt elküldte Washingtonba, illetve Moszkvába. Az USA kételkedett a kilépési szándékokat illetően, a Szovjetunió pedig kizárólag az ellenzékkel való kapcsolatfelvételt tartotta elképzelhetőnek. Utóbbiak az Eden-memorandumban felvetett konföderációs elképzeléseket egyenesen szovjetellenesnek minősítették. A Budapestnek visszaküldött brit vélemény sarkalatos pontja a határkérdés volt: kifejtették, hogy nem hajlandóak szövetségeseik kárára cselekedni, egyedül Románia felé hajlandóak az engedményre. Május 30-án a minisztertanács elutasította a németek azon kérését, miszerint magyar csapatok is vegyenek részt a balkáni megszállásban. Ezzel egyértelmű jelét adták, hogy a közeljövő angolszász inváziójában nem akarnak fegyveres ellenállást tanúsítani. A döntés a német fél nemtetszését vonta maga után.
Mussolini nyár közepi bukását követően Szegedy-Maszák Gellért Andoron keresztül kérte a szövetségesek javaslatát a továbbiakról, egyidőben Barcza Györgyön keresztül azt a tanácsot kapta Budapest, hogy a német megszállás kockázatai ellenére Olaszországgal egyidőben jelentse be a kilépést. A magyar vezetés ezt nem látta kivitelezhetőnek, de hivatalos delegátusként ismét Isztambulba küldték Veress Lászlót. Veress tudatta a brit diplomatákkal, hogy a kapitulációra az ország hajlandó, de csak akkor, ha a szövetséges csapatok elérik az országot. Kifejtette, hogy a honvédség ezután megvédi az országot a németekkel szemben és repülőtereit, illetve hírközlő berendezéseit pedig a szövetségesek rendelkezésére fogja bocsátani. Veress Ujváry Dezső isztambuli magyar konzul segítségével augusztus 20-án találkozott John Sterndale Bennettel, az ankarai brit nagykövetség hivatalos követével. Ezt a lépést a londoni külügyminisztérium is komolyan vette, a brit vezérkarral is véleményeztette. Szeptember 2-án megszületett a válasz, amely hiteles meghatalmazású, magas diplomáciai csatornák igénybevételét kérte a magyaroktól és elvárta a feltétel nélküli kapituláció nyilvános bejelentését. Ha ez nem lehetséges, úgy a szándék bizonyítását a Németországgal történő bárminemű együttműködés megszakításával és a magyarországi német tevékenység szabotálásával vívhatja ki. Ezt a nyilatkozatot a britek megküldték két fő szövetségesüknek is: a szovjetek egyértelműen a kiválás azonnali bejelentését szorgalmazták, több nem hivatalos tanács is ezt javasolta, az ország ezzel rehabilitálná magát. Veress szeptember 9-én késő este vette át Isztambulban a hivatalos brit választ. Az irat a kapituláció „megfelelő időpontban történő bejelentését” tette szükségessé, továbbá a fentebb közölteket. A magyar kormány október 10-én lisszaboni követe útján értesítette a feleket, az okmány (az előzetes fegyverszünetek feltételeinek) elfogadásáról. A magyar kormány kiegészítésként megkezdte a Veress által becsempészett brit rádió üzemeltetését, Veress szeptember 29-én lépett először rajta keresztül kapcsolatba Londonnal. Előírták még egy brit katonai misszió fogadását is a fővárosban, de erre a gyakorlatban nem került sor. Eközben (augusztus-szeptember) Bernben a magyar küldött az amerikai titkosszolgálat megbízottaival tárgyalt a kiugrásról.

### A Birodalom felfigyel

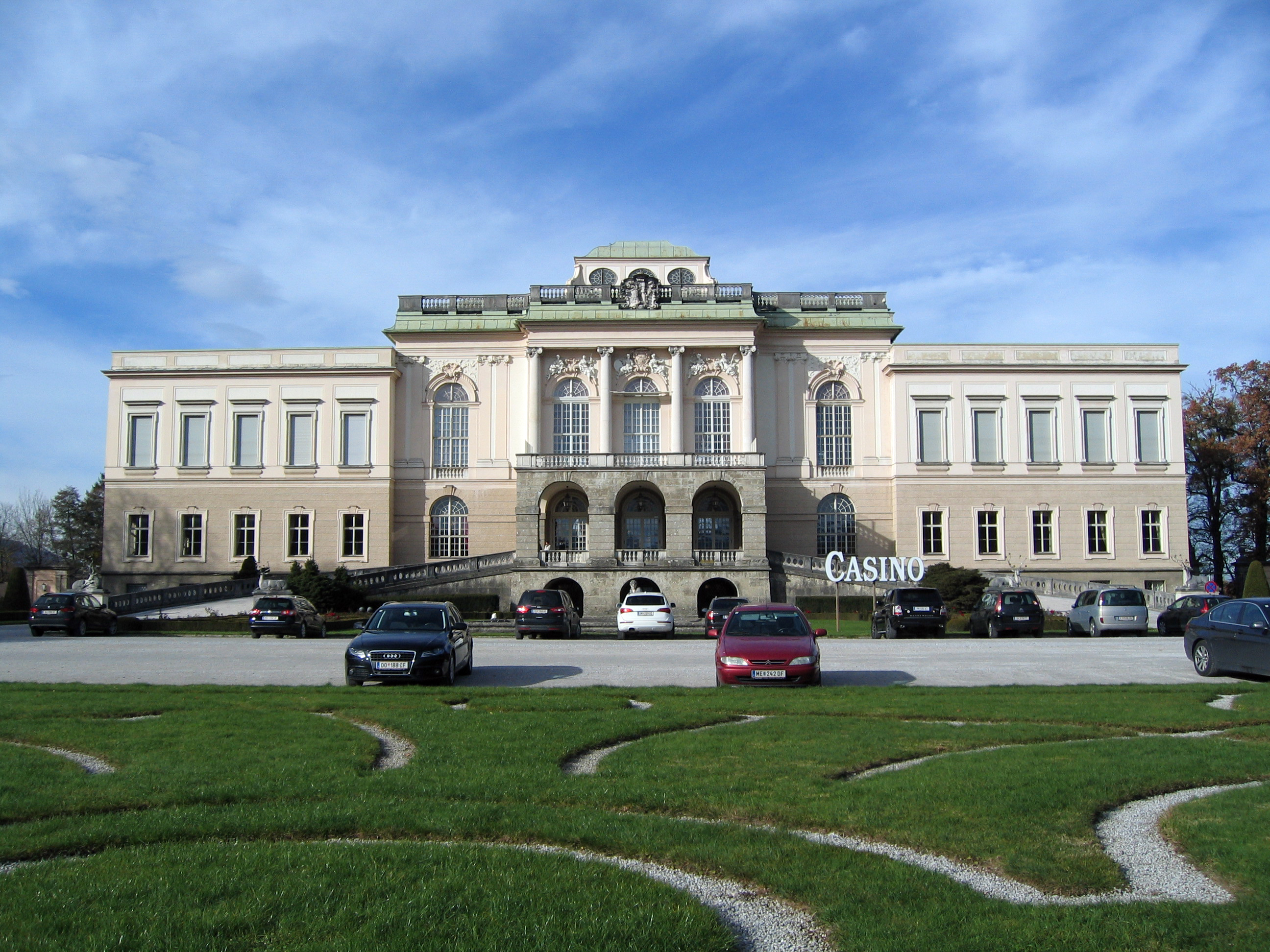
A Klessheim-kastély Salzburg mellett

A magyar kiugrási lehetőségek kereséseiről a német külügyminisztérium, az Abwehr és a Gestapo és más diplomaták révén már 1943 elejétől naprakész információkkal rendelkezett. Márciusban a kialakult helyzetre tekintettel – a svédországi és törökországi magyar követek eredményeinek ismeretében – Joachim von Ribbentrop birodalmi külügyminiszter Budapestre küldte Edmund Veesenmayert, majd a helyzet tisztázására április 16-án Hitler meghívta a salzburgi Klessheim-kastélyba Horthyt, magyarázatot követelt a béketapogatózások miatt. A két ország politikája közötti különbséget jól tükrözi, hogy a kormányzó nem akarta aláírni a zárókommünikét (annak szövegezése miatt: a szovjet és az angolszász csapatokkal szemben is fellépnek), de a németek nyomására végül mégis szignálta. A tárgyalások budapesti tájékoztatója során azonban a záróközleménynek ezt a szakaszát nem hozták nyilvánosságra, ami a németek bizalmatlanságát csak tovább növelte. A következő hónapokban tovább nőtt a feszültség a két fél között és a németek világosan látták, a Kállay-kormány következetesen végrehajtja az elkülönülés politikáját. Az olaszországi helyzet után Hitler úgy döntött, beavatkozik Magyarország belügyeibe, a vezetés megkezdte az ország megszállásának terveit előkészíteni.
Hitler ekkor már elsődleges fontosságúnak tartotta Magyarország földrajzi helyzetét a keleti front szempontjából. Szeptember 30-án a vezérkar beterjesztette a Margarethe I fedőnevű tervet. A terv három megszállási zónára bontotta az országot: az első a Tisza vonaláig terjedt, beleértve a fővárost is, itt a Wehrmacht tevékenykedne; a második a Tiszántúl lett, amit a román csapatok szállnak meg; a harmadik pedig Észak-Magyarország, ahová a német és szlovák csapatok együttesen vonulnak be. A terv nem tett a végrehajtási időpontra javaslatot, mert a keleti fronton egyre súlyosabb területi és katonai veszteségeket szenvedtek. A hadműveleti osztály vezetője november 1-jén véleményezte a tervet, mellyel egyetértett, azonban kikötötte, hogy a magyar honvédséget nem lefegyverezni kellene, hanem a szövetségi rendszerben tartani. A módosított terv november 7-ére készült el. Végleges döntés ebben sem született, mert az elkülönített erőket a keleti frontra vezényelték az A és Dél Hadseregcsoportokhoz. Eközben a külügyminisztérium ismét Magyarországra küldte Veesenmayert, aki a Standard Villamossági Társaság igazgatójaként (fedőbeosztás) érkezett Budapestre, majd kapcsolatba lépett a jobboldali politikusokkal. Tapasztalatairól december 10-én egy 50 oldalas jelentést küldött Ribbentropnak, melyben véleménye szerint „a mézesmadzag és korbács módszerét kell használni”, mellyel elérhetőek a német politikai és katonai célok. A jelentés megvitatása után 1944 januárjában a vezérkar ismét felülvizsgálta a Margarethe-tervet, de mivel továbbra sem álltak rendelkezésre megfelelő katonai erők (1943. december 24-én újabb téli szovjet offenzíva kezdődött a keleti fronton), így bizonytalan időre elnapolták a végrehajtást. Februártól azonban a Dél Hadseregcsoport helyzete egyre kritikusabbá vált, a 2. és 3. Ukrán Front egyre közelebb ért a Keleti-Kárpátokhoz. Ha Magyarország ekkor átáll a szövetségesek oldalára, a szovjet csapatok akadálytalanul kijutnak az Alföldre és a román-balkáni térség nem lesz tartható, teljes visszavonulást kell végrehajtani Ausztria keleti határáig (a Duna-folyosó a legkritikusabb terület).
Szombathelyi Ferenc honvéd vezérkari főnök (HVKF) már november 21-én javaslatot tett a német vezérkarban arra, hogy a Dél Hadseregcsoport kötelékéből kivonja a magyar csapatokat és a Keleti-Kárpátok védelmi vonalaira rendelje, ahol megfelelő védelmi állásokat tudnának létesíteni az Árpád-vonal körül. A német vezérkar ezt határozottan elutasította. Januárban Szombathelyi utasítására megkezdték a Kárpátok térségébe vezényelni a magyarországi műszaki és légvédelmi alakulatok egy részét, február 13-án pedig elrendelte a kárpátaljai erődítési munkálatokhoz rendelt csapatok hadi létszámra emelését (behívóparancsok). További műszaki alakulatoknál is mozgósítási parancsot rendeltek el az 1. magyar hadsereg néhány seregtestével (16. és 24. gyaloghadosztály és a 2. hegyidandár) együtt (utóbbiak részleges mozgósítást kaptak). Felvonulásuk a műveleti térségben március elején kezdődött. Március 11-én az 1. hegyidandár és a 2. páncéloshadosztály alakulatainak teljes hadiállományra emelését rendelték el. Március hónap végére a HVKF az általános mozgósítási szint elérését rendelte el az országban a Keleti-Kárpátok előtt bekövetkező hadi helyzetek miatt.
Horthy, bár 1944 februárjában Hitlernek írt levelében leszögezte, „el vagyok szánva arra, hogy a magyar határokat egy esetleges orosz invázió ellen minden rendelkezésre álló erővel és eszközzel megvédem”, a németek már nem bíztak a Kállay-kormányban, a titkosszolgálat folyamatosan jelentette a magyar külkapcsolati eredményeket (mindezek mellett január 10-én ifj. Horthy Miklós „kiugrási irodája” is megkezdte a működését), illetve a Kárpátok önálló magyar védelemre tett intézkedései is csak tetézték a németek gyanúját. Február 26–27-e között Hitler találkozott Antonescu marsallal, aki biztosította őt lojalitása felől, illetve a román csapatok magyarországi részvételéről is beszéltek. Hitler megnyugodott, hogy Románia kitart, a Margarethe II-t nem kell végrehajtani, így kevesebb csapat kell a terv végrehajtásához. Hitler tudott arról is, hogy a honvédség vezérkari főnöke március végére általános mozgósítást rendelt el. Wilhelm Höttl budapesti SS képviselő jelentette a március közepére tervezett angol-amerikai katonai missziót is. Azonban a szövetségesek álhírét, miszerint Triesztben hamarosan partra szállnak, majd légi szállítású egységek érkeznek az országba, a magyar kormány is elhitte. Hitler március 12-én kiadott hadműveleti parancsa szerint a németek is komoly intézkedéseket tettek a balkáni térség biztosítására.

### 1944 márciusa
A Margarethe I végső változatának kidolgozására február 28-án adta ki a parancsot Hitler. A parancs három kikötést is tartalmazott: a felvonulás az országon belül történjen átvonuló csapatoknak álcázva (innen a „trójai faló” elnevezés), a csapatmozgásokat „álcélok” megadásával leplezni kell, valamint meg kell erősíteni a megszálló egységeket ejtőernyős, páncélos és motorizált, illetve a légierő egységeivel, továbbá megszálló rendőri erőkkel. A főbb hadigazdasági és politikai központokat is ki kell jelölni. Március 3-án Hitler a déli, ukrajnai harchelyzetek szokásos megbeszélésén közölte a hadvezetéssel, hogy a Margarethe I március végére tervezett végrehajtása késői, legalább két héttel korábbra kell kitűzni. Egy nappal később az 1. Ukrán Front Kijevtől nyugatra áttörte a német frontvonalakat és a nap végére 150 km mélységben, 20–25 km szélességben kiszögellést létesítettek. Hitler ezen a napon hagyta jóvá a végleges megszállási tervet is. Ötödikén a 2. és 3. Ukrán Frontok is megkezdték az áttörési hadműveleteket a Dél Hadseregcsoport erőivel szemben. Ezen a napon kapják meg a megszállásra kijelölt német csapatok a felvonulási terveket, amellyel március 12-ére érhetnék el a készültséget, a hadműveleti tervek végrehajtásának időpontját március 15-ére tűzték ki. A Tarnopol térségében elszenvedett veszteségek miatt azonban ezt az időpontot sem sikerült tartania az OKW-nek, a kijelölt egységekből átvezényeltek párat a térségbe, így a hadműveleti tartalékból kellett a helyüket pótolni és Bécs környékére vezényelni.

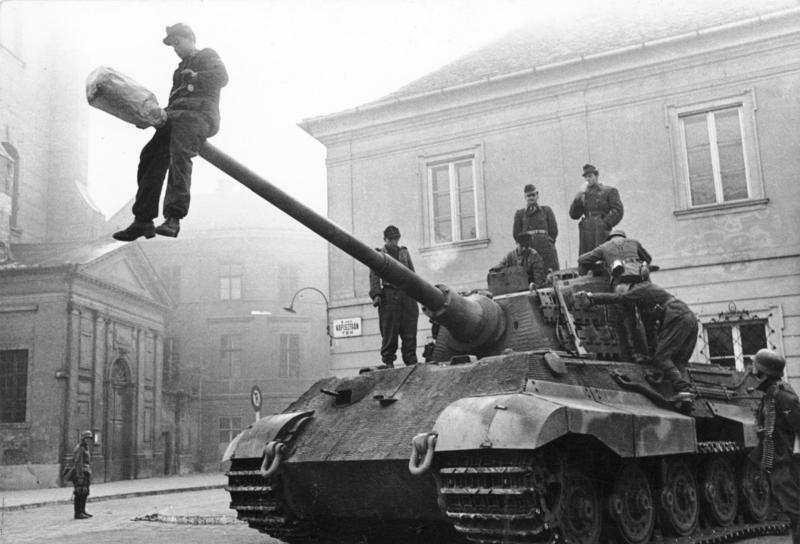
Német páncélos Budapesten, 1944 őszén

Két nappal később, március 7-én a megszálló csapatok parancsnokául kijelölt Foertsch tábornokot a Führer főhadiszállására rendelték a Trojanisches Pferd („Trójai faló”) hadművelet pontosítása céljából. Ekkor határozták meg a március 18-ai, szombati végleges időpontot, amit javaslatra vasárnapra, mint kedvezőbb naptári napra, módosítottak. Másnap Foertsch tábornok Bécsben felállítja a főhadiszállását, és a Bécs körüli területeket választják a felvonulási, átrakodási területek helyszínéül. Ezen a napon jelentette bizalmas kiadásában az MTI, hogy az 1. Ukrán Front előretolt egységei 160 km-re közelítették meg a magyar határt. Március 10-én az OKW értékelése szerint „a magyar egységek harci ereje korlátozott, kiképzésük hiányos, a felszerelésük nem kielégítő. Komoly ellenállásra tehát nem lehet számítani.” Másnap Lakatos Géza vezérezredes, a keleti front mögötti Magyar Megszálló Erők parancsnoka a Führer főhadiszállására utazott, ahol Zeitzler vezérezredessel tárgyalt, majd Berchtesgadenben Hitler is fogadta. Mauthausenben a Sicherheitsdienst 320 fős különítménye dr. Hans Geschke SS-Standartenführer parancsnoksága alatt gyülekezett, másnap Ernst Kaltenbrunner tart nekik eligazítást. Tizenkettedikén Hitler aláírja, majd az OKW kiadja a végleges támadási parancsot. A bécsi magyar konzul, Bothner báró jelenti Budapestnek, hogy az osztrák főváros közelében 5 német hadosztály gyülekezik. Március 13-án Lakatos jelentést tett Horthynak a 11-ei németországi találkozókon történtekről. Bajnóczy József vezérkar főnök-helyettes 19:30-ra meghallgatásra kérette Fütterer altábornagyot és magyarázatot kért a bécsi eseményekről, azaz miért rakodtak ki öt napja folyamatosan 40-50 német katonai szerelvényt Bécsújhely-Kismarton (Wiener Neustadt-Eisenstadt) térségében? A zágrábi magyar nagykövetség is német csapatösszevonások megkezdését jelentette a Muraközben. A magyar hadvezetés ezeket egyértelműen a megszállás előzményeinek tekintette. Tizennegyedikén német hírek közölték, a 3. Ukrán Front Nyikopol térségében vezetett újabb támadásaira a német csapatok több napja rendezett visszavonulást hajtanak végre. Bajcsy-Zsilinszky Endre és a szociáldemokraták a németekkel szembeni ellenállásra szólítják fel Kállayt.
Nemzeti ünnepünk délutánján a salzburgi Klessheimben Hitler megbeszélést tartott Heinrich Himmlerrel és Ribbentrop külügyminiszterrel a Margarethe I-ről. Ezt követően Ribbentrop táviratozott Jagow budapesti német követnek, aki a díszelőadást követően a várban közölte Horthyval, hogy mivel a Führer meggyógyult, szívesen látná egy vezérkari tanácskozáson, ahol a magyar csapatok ügyeit is tisztáznák. Másnap, 16-án délben koronatanácsot tartottak Horthynál: Kállay miniszterelnök, Ghyczy Jenő külügyminiszter, Csatay Lajos vezérezredes, honvédelmi miniszter és Szombathelyi Ferenc vezérezredes, HVKF volt jelen. Ghyczy és Szombathelyi mellette, Kállay és Csatay ellene foglalt állást. Horthy vezérkari főnökének engedve elfogadta a meghívást. Hitler saját hadműveleti megbeszélésén közölte a tényt és utasította a vezérkart, a Margarethe I végrehajtását a magyarokkal való tanácskozás utánig fel kell függeszteni. Ribbentrop és Keitel a Führer elé terjesztette dr. Veesenmayer kinevezési okmányát. Himmler dr. Juryt, Alsó-Ausztria gauleiterét javasolta, de végül előbbi mellett döntenek. Foertsch közölte vezérkarával, a Luftwaffe (helyi) főparancsnokával és a Wehrmacht hírszerző és szállítási osztályának főnökével, hogy a végrehajtás ideje március 19. Még ezen a napon egy háromfős amerikai katonai csapat érkezik légi úton a Muraközbe. Bajcsy-Zsilinszky figyelmeztető levelet küld Kállaynak a német megszállás lehetőségeit taglalva.
Március 17-én az „X parancsot” 3:00-ig kellett kiadni a csapatoknak, visszavonásának időpontja legkésőbb 15:00 (a német csapatoknak teljes harckészültséget kellett elérni). A hadműveleti parancsnokság Bécsben elégedetten nyugtázza a magyar ellenlépések elmaradását (a német csapatösszevonások egyértelműen igazolták a gyanút). Hitler előkészíttet egy jegyzőkönyv-tervezetet a külügyminisztériummal, amelyet Horthynak a tárgyalás végén alá kell majd írnia.
Másnap reggel Horthyék a Turán nevű különvonaton megérkeztek Salzburgba, ahonnan a delegáció – Csatay, Szombathelyi, Ghyczy, Fütterer – a Klessheim kastélyba érkezett. A tárgyaláson Hitleren kívül még Wilhelm Keitel, Kurt Zeitzler vezérezredes (vezérkari törzsfőnök), Alfred Jodl, Walter Warlimont altábornagy, Ribbentrop, Himler és Martin Bormann voltak jelen, illetve a hadműveleti törzs két szakértője. Az eredménytelen tárgyalások ideje alatt minden külvilági kommunikációtól elzárták a magyar küldöttséget, ezzel a németek elérték, hogy a bevonulás napján ne tudja ellenállásra felszólítani a magyar csapatokat. Hitler 17:00-kor kiadta a végrehajtási parancsot és 22:00-kor, 5 órával a megindulás után a német csapatok megkezdték a kirakodást a Trojanisches Pferd hadművelet által meghatározott főbb magyarországi vasúti csomópontokon (Bicske, Ceglédbercel).
19-én 0:00 és 2:00 között a Sándor-palotában ülésező politikai és katonai vezetőknek – Bajnóczy József vezérezredes (HVKF-helyettes), Miklós Béla vezérezredes (a kormányzó katonai irodájának főnöke), Náday István vezérezredes (az 1. magyar hadsereg pk-a), Beregfy Károly vezérezredes (I. hadtest pk-a), Bakay Szilárd altábornagy (a szombathelyi III. hadtest pk-a), Magyarosy Sándor altábornagy (a légierők pk-a), Vörös János altábornagy (a székesfehérvári II. hadtest pk-a), Hellebronth Vilmos vezérőrnagy (a légierők pk-helyettese) – kézbesítette Szentmiklóssy külügyminiszter-helyettes Ghyczy Jenő külügyminiszter által küldött táviratát, amely az előzetes megbeszélések alapján egyértelművé tette számukra a német megszállás kezdetét. Az okkupálás kisebb ellenállásoktól eltekintve sikeresen zajlott le. Az újvidéki Duna-hídon félórás tűzharc alakult ki, amelyben 28 német és egy magyar honvéd esett el. Ellenállásról érkezett jelentés Sopronból, Győrből, Székesfehérvárról és a budaörsi repülőtérről. A Budai Várban a tűzharcnak is voltak áldozatai. A német hadsereg összesen mintegy 50, a magyar mintegy 10 katonát vesztett. Több visszaemlékezés szerint a németeket virágesővel fogadták egyes települések német etnikumú lakosai.

## A hadművelet
A végleges műveleti tervben a hadművelet végrehajtására négy hadseregcsoportot szerveztek:
XXII. hegyi hadtestA Dél-magyarországi térségbe az elfoglalt Szerbia felől hatol be három harccsoportjával. Feladatul a Tiszán és a Dráván levő fontosabb hidak elfoglalása és biztosítása lett kijelölve. A hadtest mozgása a Cannae hadművelet (a jugoszláv partizánok elleni művelet) részének lett álcázva, csak a Margarethe kiadása előtt 12 órával kapták meg a magyar határ felé való mozgásra utasítást.
- Hildebrandt-harccsoport: elsődleges célpontjuk a Titel melletti Tisza-híd elfoglalása volt. Ezt követően Magyarország irányába, a Tisza jobb partján tovább nyomulva bevenni és biztosítani az összes hidat, hadtestszárny-biztosítást végezni egészen a szolnoki Tisza-ágig. Útközben lefegyverezni Szeged és Kecskemét helyőrségeit és biztosítani repülőtereiket. A második lépcső Cegléd és Szolnok irányába haladt, főként utóbbi repülőterének birtokba vétele céljából.
- Brauner-harccsoport: elsődleges célpontjuk az újvidéki Duna hidak (vasúti és közúti) sértetlen bevétele, illetve a dunai flottilla sértetlen átvétele volt. A biztosítást követően kettébontva a két csoporttest észak felé haladva beveszi Szabadkát. Vasútállomását és ipari területeit biztosítja. Az egyik csoporttest Kiskunhalas felé nyomult, a vasúti előőrs zászlóalj a harcászati igényeknek megfelelően több irányba: Budapest felé, Szegedről Makó (kelet) vagy Baja (nyugat) irányába. Érdekesség, hogy az újvidéki vasúti hídnál került sor komolyabb összetűzésre a német és magyar csapatok között, mivel a Magyar Király Honvédség hídőrséget adó 16. határvadász zászlóaljának kerékpáros százada tüzet nyitott a határ-hídon engedély nélkül átkelni akaró német csapatokra. A rövid tűzharcba a teljes magyar határvadász zászlóalj nem tudott felfejlődni és bekapcsolódni a német szakaszok határozott fellépése miatt, azonban még így is az eseménynek 26 német – főként tisztek – és 1 magyar – Marancsik Pál honvéd – halottja lett. Marancsikot Bácsalmáson temették el.
- Streckenbach-harccsoport: elsődleges célpontjuk az eszéki Dráva-híd elfoglalása, majd Mohácson keresztül haladva Baja térségében a helyőrséget és a dunai flottilla alakulatait kellett lefegyverezni. Ezt követően a kettébontott hadtest a Duna két oldalán Dunaföldvár és Budapest irányába nyomult tovább. Már március 19-én, az első napon biztosítaniuk kellett a Stettner-harccsoport számára több hidat: az eszéki Dráva-hidat, majd a bajai és a dunaföldvári Duna-hidakat.

LXIX. különleges hadtestA hadtestnek Horvátországból, délnyugati irányból kellett behatolnia az ország területére és a Dráva-hidak biztosítása lett kitűzve fő műveleti célul két harccsoportjának.
- Stettner-harccsoport: a drávai átkelést Alsómiholjácnál és Verőcénél hajtották végre, majd északra nyomulva elérték Pécset és Kaposvárt. A vasúti csapatok Eszéknél lépték át a Drávát a Streckenbach hrcsp. műveleti sávjában és biztosításában, majd csatlakoztak az időközben Pécsre érkezett csapattestjeikhez. A harccsoport egy része tovább nyomult Székesfehérvár irányába, másik része Pécs körül látott el biztosító feladatokat (vasúti pályaudvar, ipari körzetek stb.).
- Zwade-harccsoport: a drávai átkelést Varasd közelében hajtották végre, majd a Balaton mindkét irányában Székesfehérvár irányába nyomultak a Stettner hrcsp-t egy részével kiegészülve. Elsődleges feladatuk a Lispe melletti olajmezők és az Ajka és Úrkút közeli iparvidékek biztosítása volt Veszprém megyében.

LVIII. tartalék páncélos hadtestAz északnyugati irányban, Ausztriából (Bécs térségéből) előretörő hadtest volt a legerősebb kötelék. Két harccsoportra bontották.
- Páncélos tanhadosztály (Panzer Lehr): Brucknál lépték át a határt és Győrön áthaladva Budapest felé tartottak. Az útközben elért ipari területeket és közúti, vasúti csomópontokat ellenőrzésük alá vonták.
- 16. SS-páncélgránátos hadosztály: a szintén Bécstől délre átlépő csoport először Sopront vette be, majd a főcsoportosítás Sárváron, Veszprémen át Székesfehérvárra és Budapestre tartott. A hadosztály szétválva, az egyik fél útközben biztosította a Bakony ipari térségeit, a másik Pápa irányába haladva Tata és Bánhida térségét vette ellenőrzése alá.

LXXVIII. különleges hadtestA LXXVIII. különleges hadtest északi irányból hatolt be magyar területekre. Mivel a szlovák kormámyt a németek nem tájékoztatták a Margarethe-ről, ezért a hadtest nem kezdhette meg a reggel 4:00-i áthaladást, mivel át kellett volna haladniuk egész Szlovákián. Ezért meg kellett várniuk a 12:00-i biztonsági időt (a többi hadtest gyors sikerei érdekében), így csak a délutáni órákban tudtak behatolni Magyarországra. A hadtest alakulatai Rozsnyó és Kassa városokon át haladtak Miskolc ipari területei felé. Elővédcsapataik a szlovák határ és Szolnok közötti térségben elfoglaltak minden hidat, majd kapcsolatot létesítettek a Hildebrandt-hcspr. szomszédos egységeivel. A hadtest főereje elfoglalta Budapest keleti területeit és ellenőrzése alá vont, illetve meggátolt minden keleti irányú közúti és vasúti mozgást.
Továbbá a délkeleti főparancsnokság két alakulatot is kiutalt a megszálláshoz, mint harci tartalék.
- Ilyen volt a 100. vadászhadosztály, amelyet a Belgrád és Vinkovci közötti vasútvonal térségében helyeztek el. Céljuknak a keleti szárny biztosítását írták elő, egy esetleges kelet-magyarországi, vagy Budapest felől irányuló katonai fenyegetés ellen.
- A másik a 679. (gépkocsizó) utászezredtörzs volt, amely szintén ebben a térségben települt három hídépítő műszaki egységével. Feladatuk bármely hadtest segítése volt drávai, vagy tiszai átkelésük során a hadművelet kezdeti szakaszában.

Egyben ezen a napon, március 19-én Veesenmayer-t Magyarország teljhatalmú német megbízottjává nevezték ki.

## Következmények

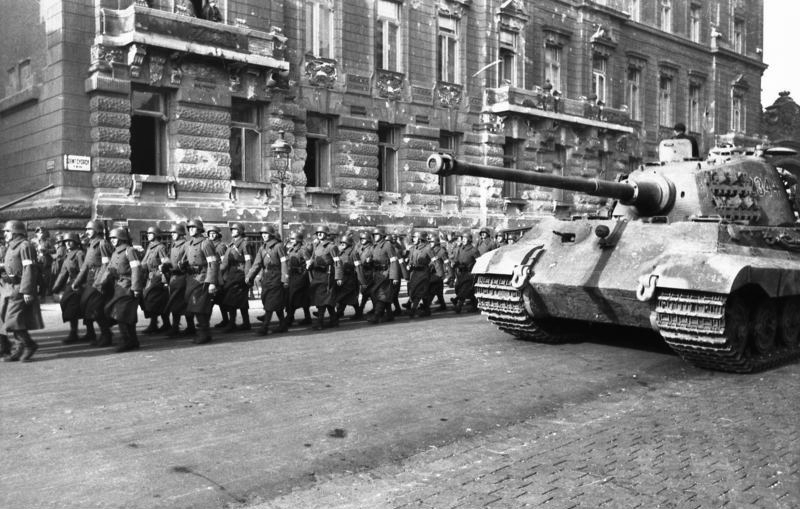
Nyilaskeresztes szakasz menetel a Szent György utcában egy német „Királytigris” mellett, 1944. október közepén (15-e után)

A hadműveletet követő hétfői napon, március 20-án Kállay a török követségre menekült, ahonnan november közepén távozott, amikor a szovjet csapatok már a Duna vonalára zárkóztak fel. Követségi távozását követően letartóztatták, majd Mauthausenbe, később Dachauba szállították. A háború vége Olaszországban érte, ahol 1953-ig élt, majd az USA-ba távozott. Ott is halt meg.
Március 22-én Sztójay Döme altábornagy, volt berlini követ vette át a kormány vezetését és a külügyminiszteri posztot is, Kállayt és Ghyczyt leváltották.
1944. április 4-ére a gyakorlatilag szétvert német Dél hadseregcsoportot újraszervezték Észak-Ukrajna hadseregcsoporttá, így szeptember 28-áig működött, majd ezt követően ismét Dél hadseregcsoport néven tevékenykedett Magyarország területén.
Október 11-én Moszkvában aláírták az újabb előzetes fegyverszüneti feltételeket (időhúzási céllal). Tito képviselete mellett ifj. Horthy Miklós tárgyalt a jugoszlávok segítségével való kiugrásról, a tárgyalás október 15-re volt kitűzve. Otto Skorzeny ekkor már a városban tartózkodott. Tizenötödikén, vasárnap reggel a Micky Maus hadművelet keretében Skorzeny különítményével rövid, sikeres tűzharc után elrabolta a tárgyalás helyszínéül kijelölt budai épületéből Miklóst, majd még ezen nap 13:10-kor Horthy bejelentette a kiugrást és az oroszokkal való fegyverszünetet. Este, nem sokkal lemondása után letartóztatták és az újjáalakult „nyilasok” átvették a hatalmat. Másnap, 16-án reggeli 5:59-kor Skorzeny-ék megindították a Panzerfaust hadműveletet, amellyel bevették a Várhegyet, majd a nap folyamán a főváros főbb pontjait. A nyilas hatalomátvétellel október közepétől továbbra is hadszíntér maradt Magyarország. A fegyverszüneti egyezményt végül 1945. január 20-án kötötték meg a szövetségesek az Ideiglenes Nemzeti Kormánnyal, amit az 1945. évi V. törvényben hirdettek ki.

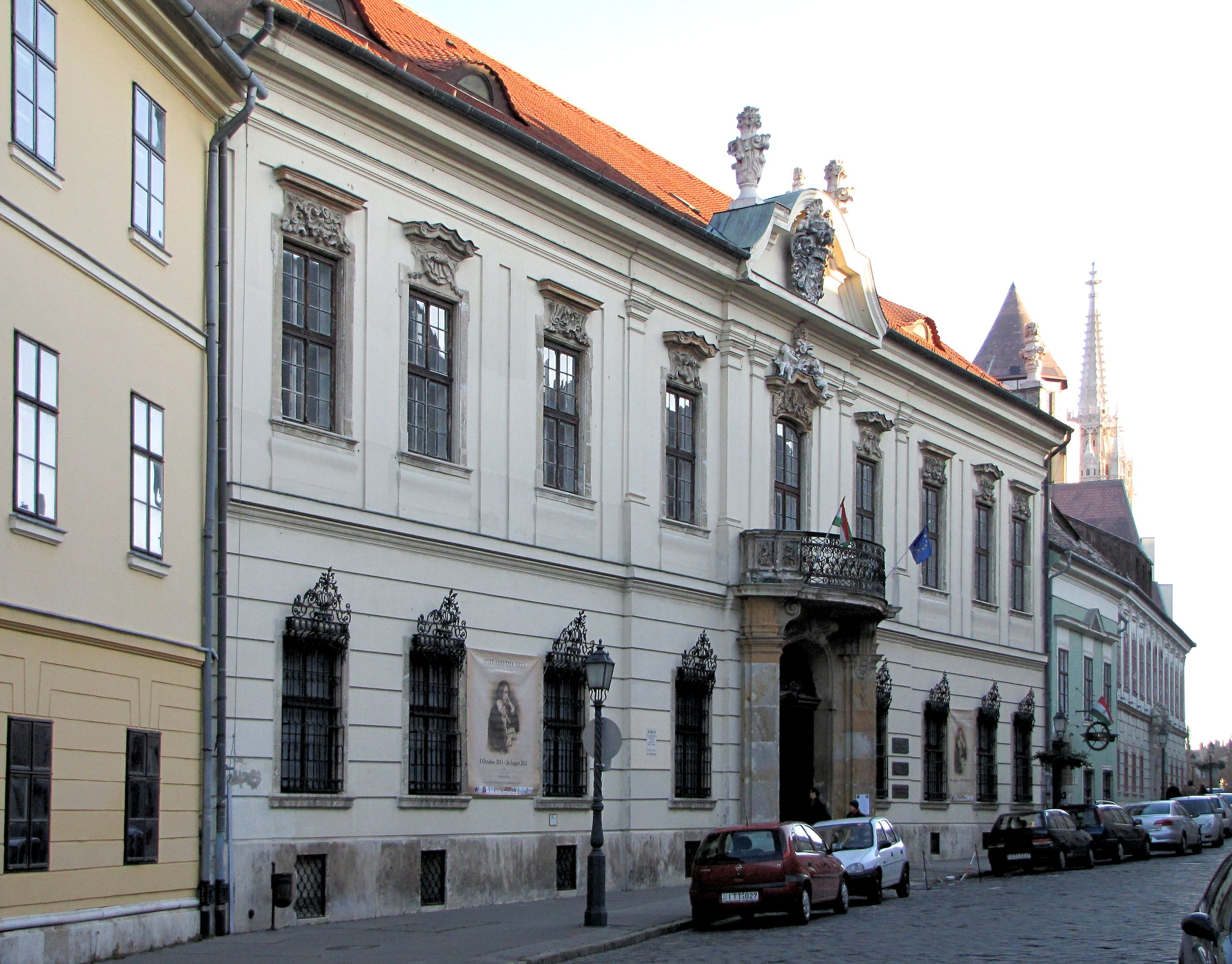
Az Erdődy-palota a budapesti Táncsics Mihály utcában. A nácik itt rendezték be a Waffen-SS, a Gestapo és a Hitlerjugend magyarországi központját

Meg kell jegyezni, hogy ha a magyar kormány már március elején kilép a tengelyből, az előbb-utóbb egyértelműen a német megszállást vonta volna maga után. A Margarethe-re kijelölt egységek ellenségként érkeztek volna az ország nyugati, északi és déli feléből, amire a Magyar Királyi Honvédség nem tudott volna megfelelő minőségű ellenállást felállítani. Nagy a valószínűsége, hogy a Kállay-kormányt lemondatják a szélsőjobb javára (vagy ha nem, Budapestet ostrom alá veszik a németek már március végén, esetleg a kormány ismét Debrecenbe menekül), a politikai és etnikai szempontból nemkívánatos személyekkel szemben pedig az októberinél korábbi és határozottabb fellépéssel élnek. Magyarország hadszíntérré válását ez a korai kiugrás semmiképpen sem odázhatta volna el, a magyar csapatok súlyos veszteségei pedig szintén valószínűsíthetőek, a németek mellett a román és szlovák csapatok is segédkeztek volna az ország keleti és dunántúli területeinek „védelmében”. Mindazonáltal a magyar szabotázsakciókkal támogatott 2. és 3. Ukrán Frontok valószínűleg eredményesebben tudnak előretörni, ami azt jelenti, hogy a ténylegesen decemberre tervezett ardenneki offenzíva alakulataiból már a szeptember-októberi csatározásokra az ország nyugati felébe rendelnek német páncélos és -gránátos alakulatokat, vereségük azonban így is valószínűsíthető. Ez a fordulat valószínűleg 1-2 hónappal lerövidíthette volna a II. világháborút, de Magyarország hadszíntérré válását, valamint polgári és katonai áldozatainak számát nem csökkenthette volna.

### Könyvek, monográfiák
- - John Keegan: A második világháború. Európa Könyvkiadó, 2003, 2008 ISBN 978-963-07-8457-3
  - Ránki György: 1944. március 19. Magyarország német megszállása. Kossuth, Budapest 1968, 1978 (2. bővített kiadás) ISBN 963-09-1074-8
  - Szabó Péter–Számvéber Norbert (2003): A keleti hadszíntér és Magyarország, 1943–1945. Puedlo Kiadó, 2003 ISBN 963-9477-07-9; pp. 45–56, pp. 254–256.

### Periodikák
- - A Háború és 49 év béke folyóirat 1994/1. számának cikkei:
    - dr. Ravasz István: Magyarország német megszállásának előzményei. 3–5. o.
    - A Margarethe I. hadművelet. 6–11. o.
    - 1944. március 19.. 12–13. o.
    - 1944 márciusának krónikája. 14. o.
    - Szomorú vasárnap. „Budapest városképe nyugodt…”. 15–17. o.
    - Sebők János: Az újvidéki tűzharc. 18–19. o.
    - Kasza Imre: „Zongorás” voltam a légierőnél. (emlékirat-részletek) 20–22. o.